# Meinhart Volkamer

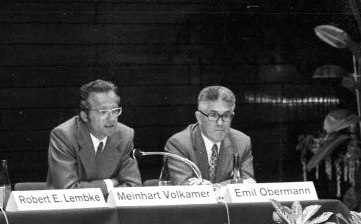
Meinhart Volkamer (li.) mit Emil Obermann bei einem Podiumsgespräch während der Kieler Woche 1972

Meinhart Volkamer (* 3. Mai 1936 in Leipzig) ist ein deutscher Psychologe und Sportpädagoge.

## Leben
Das Erste Staatsexamen machte Volkamer in Freiburg im Breisgau in den Fächern Sport und Deutsch, und in Marburg legte er für diese beiden Fächer das Zweite Staatsexamen zum Studienassessor ab. Anschließend war er sechs Jahre lang wissenschaftlicher Assistent an der Universität Kiel. Parallel dazu studierte er dort Diplom-Psychologie – das Fach, in dem er 1969 promoviert wurde.
Von 1969 bis 2001 war er Professor für Sportpädagogik an der Universität Osnabrück. Danach wurde er emeritiert.
Zu Beginn seiner beruflichen Tätigkeit war er pädagogisch denkender Psychologe und wurde später zum psychologisch denkenden Pädagogen. Während seiner Berufstätigkeit arbeitete er in allen drei für die Sportlehrerausbildung wesentlichen Bereichen (Sporttheorie, Sportpraxis und schulpraktische Studien) und begleitete in vielen Vorträgen und Aufsätzen kritisch-konstruktiv die Entwicklung der Sportpädagogik in Theorie und Praxis. Seine Forschungsschwerpunkte waren dabei vor allem: Aggression im Sport, mentales Training, Messen und Zensieren im Sportunterricht, Probleme der Sportlehrerrolle, Lehrerverhalten, Sport in der Schule/im Verein und die Lehrersprache.
Bekannt wurde Volkamer vor allem durch die Entwicklung des standardisierten Motoriktests für vier- bis sechsjährige Kinder (in Zusammenarbeit mit Renate Zimmer) und einige seiner Bücher.

## Bücher
- Volkamer, M. (1972): Experimente in der Sportpsychologie. Schriftenreihe zur Praxis der Leibeserziehung und des Sports, Band 59. Verlag Karl Hofmann, Schorndorf bei Stuttgart.
- Volkamer, M. (1978): Messen und Zensieren im Sportunterricht. Schriftenreihe zur Praxis der Leibeserziehung und des Sports, Band 134. Verlag Karl Hofmann, Schorndorf.
- Volkamer, M. & R. Zimmer (1982): Vom Mut (trotzdem) Lehrer zu sein. Überlegungen am Beispiel des Sportunterrichts. Schriftenreihe zur Praxis der Leibeserziehung und des Sports, Band 166. Verlag Karl Hofmann, Schorndorf.
- Volkamer, M. (1987): Von der Last mit der Lust im Schulsport. Probleme der Pädagogisierung des Sports. Schriftenreihe zur Praxis der Leibeserziehung und des Sports, Band 189. Verlag Karl Hofmann, Schorndorf.
- Volkamer, M. (2004): Sportpädagogisches Kaleidoskop. Feldhaus Verlag.

| Personendaten    | Personendaten                       |
| ---------------- | ----------------------------------- |
| NAME             | Volkamer, Meinhart                  |
| KURZBESCHREIBUNG | deutscher Erziehungswissenschaftler |
| GEBURTSDATUM     | 3. Mai 1936                         |
| GEBURTSORT       | Leipzig                             |